# Jiménez, Tamaulipas
Jiménez là một đô thị thuộc bang Tamaulipas, México. Năm 2005, dân số của đô thị này là 8230 người.